# サン＝サルドス
サン・サルドス(Saint-sardos)は、フランス南部、オクシタニー地域圏タルヌ＝エ＝ガロンヌ県南西部にある、人口500人あまりの小さな村（コミューン）である。

## ワイン
この村を中心に、タルヌ＝エ＝ガロンヌ県南西部の20ヶ村と、南に接するオート＝ガロンヌ県の3ヶ村、150haの畑で作られているのが、VDQSワインサン・サルドスである。